# Atramentowe serce (film)
Atramentowe serce (ang. Inkheart) – powstały w koprodukcji brytyjski film przygodowy z 2008 roku w reżyserii Iaina Softleya, zrealizowany na podstawie powieści pod tym samym tytułem autorstwa Cornelii Funke.
Atramentowe serce jest pierwszą częścią trylogii fantastycznej Funke. Druga część serii nosi tytuł Atramentowa krew, a trzecia - Atramentowa śmierć.

## Fabuła
Meggie Folchart ma dwanaście lat i mieszka w wynajętym domu wraz ze swoim ojcem, introligatorem - „lekarzem książek” - Mortimerem „Mo” Folchartem. Matka dziewczynki - Teresa zaginęła, gdy ona miała trzy lata. Meggie i Mo dzielą ogromną miłość do książek. Meggie uwielbia je czytać a ojciec chętnie kupuje jej nowe powieści. Jednak nigdy nie czyta dla niej na głos, mimo iż wielokrotnie go o to prosi. Pewnej nocy w domu Folchartów zjawia się tajemniczy mężczyzna. Smolipaluch okazuje się znajomym ojca. Dziewczynka podsłuchuje ich rozmowę, z której jednak wynika tylko to, że jakiś Capricorn szuka Mo. Ale kim on jest? Następnego dnia o 5 rano ojciec prosi by się spakowała - wyjeżdżają do Włoch, do jej ciotki - Elinor, która już wiele razy prosiła Mo o zajęcie się jej książkami. Smolipaluch jedzie z nimi. Po kolacji Mo i Elinor udają się do jej biblioteki by coś na osobności omówić. Meggie nie może znieść, że ojciec ma przed nią tajemnice. Zawsze sobie wszystko mówili! Po raz kolejny podsłuchuje. Okazuje się, że ojciec chce dać Elinor na przechowanie jakąś ważną, tajemniczą książkę. Meggie wydaje się, że to właśnie ta książka, którą ojciec pakował w tajemnicy przed nią rano, tuż przed odjazdem... Kiedy Mo zostaje porwany Meggie wie, że owa książka nie może być zwykłą powieścią. Coś w niej tkwi i ona musi się tego dowiedzieć, by uratować ojca... Na dodatek okazuje się, że ciekawska Elinor podmieniła książki i porywacze Mo zabrali niewłaściwą. Meggie i Elinor prowadzone przez Smolipalucha decydują się pojechać za porywaczami i wymienić książkę na Mo. Meggie jeszcze nie wie, że w tej podróży przyjdzie jej poznać największą tajemnicę swego ojca.

## Obsada
| Rola                                         | Aktor           |
| -------------------------------------------- | --------------- |
| Meggie Folchart                              | Eliza Bennett   |
| Mortimer 'Mo' Folchart (Czarodziejski Język) | Brendan Fraser  |
| Elinor Loredan                               | Helen Mirren    |
| Smolipaluch                                  | Paul Bettany    |
| Capricorn                                    | Andy Serkis     |
| Mortola                                      | Lesley Sharp    |
| Basta                                        | Jamie Foreman   |
| Cockerell                                    | Matt King       |
| Płaski Nos                                   | Stephen Speirs  |
| Farid                                        | Rafi Gavron     |
| Fenoglio                                     | Jim Broadbent   |
| Teresa Folchart (Resa)                       | Sienna Guillory |

## Produkcja
Zdjęcia kręcono w następujących lokacjach na terenie Anglii i Włoch:
- hrabstwo Kent (Hever Castle);
- Liguria (Entracque i dolina koło przełęczy Tende w prowincji Cuneo; most Fanghetto i fort Realdo w prowincji Imperia; Balestrino, Laigueglia, Albenga i Alassio w prowincji Savona)[2][3].